# Nina Jobst-Smith
Katarina Mina Louise „Nina“ Jobst-Smith (* 30. August 2001 in Slough, Berkshire, England) ist eine deutsch-kanadische Eishockeyspielerin, die seit 2020 bei den Minnesota Duluth Bulldogs in der Western Collegiate Hockey Association spielt.

## Karriere
Nina Jobst-Smith hält die deutsche und die kanadische Staatsbürgerschaft und hat darüber hinaus auch britische Wurzeln. Im Alter von drei Jahren zog sie mit ihrer Familie von Großbritannien nach Vancouver. Sie begann ihre Karriere als Eishockeyspielerin bei den Greater Vancouver Comets, bevor sie sich 2018 entschloss, nach Deutschland zum ECDC Memmingen aus der Fraueneishockey-Bundesliga zu wechseln. Mit dem ECDC gewann sie am Ende der Saison 2018/19 den deutschen Meistertitel. Nach einem Spiel zu Beginn der Saison 2019/20 kehrte sie nach Kanada zurück und spielte zunächst für die Okanagan Hockey Academy in der Canadian Sport School Hockey League, ehe sie 2020 ein Studium an der University of Minnesota-Duluth aufnahm. Parallel zum Studium spielt sie seither für die Minnesota Duluth Bulldogs in der Western Collegiate Hockey Association, einer Division der NCAA.

### International
Während ihrer Zeit in Memmingen wurde Jobst-Smith für die deutsche U18-Nationalmannschaft nominiert und kam bei zwei Nationen-Turnieren zum Einsatz. Zudem debütierte sie in zwei Spielen für das deutsche Frauen-Nationalteam. Während der folgenden Saison 2019/20 wurde sie bei einem 5-Nationen-Turnier eingesetzt. 2021 wurde sie erstmals für eine Weltmeisterschaft nominiert und galt damals als eine der Perspektivspielerinnen im deutschen Nationalteam. Im November des gleichen Jahres verpasste sie beim Qualifikationsturnier die Qualifikation für die Olympischen Winterspiele 2022. 2022 und 2023 folgten weitere Teilnahmen an Weltmeisterschaften.

## Erfolge und Auszeichnungen
- 2019 Deutscher Meister mit dem ECDC Memmingen

## Karrierestatistik
(Legende zur Spielerstatistik: Sp oder GP = absolvierte Spiele; T oder G = erzielte Tore; V oder A = erzielte Assists; Pkt oder Pts = erzielte Scorerpunkte; SM oder PIM = erhaltene Strafminuten; +/− = Plus/Minus-Bilanz; PP = erzielte Überzahltore; SH = erzielte Unterzahltore; GW = erzielte Siegtore; 1 Play-downs/Relegation; Kursiv: Statistik nicht vollständig)